# Tatyana Shvyganova
Tatyana Ivanovna Shvyganova-Nazirova (russe : Татьяна Ивановна Швыганова-Назирова), née le 9 novembre 1960 à Gorki (RSFS de Russie), est une ancienne joueuse soviétique de hockey sur gazon. Elle est médaillée de bronze aux Jeux de 1980.

## Carrière
Tatyana Shvyganova fait partie de l'équipe soviétique de hockey sur gazon qui remporte la médaille de bronze aux Jeux olympiques d'été de 1980.

## Palmarès

### Jeux olympiques
- médaille de bronze du tournoi féminin en 1980 à Moscou,  Union soviétique